# Trauttmansdorffská hrobka (Horšovský Týn)
Trauttmansdorffská hrobka neboli hrobka Trauttmansdorff-Weinsbergů je pohřebiště české větve původně štýrského šlechtického rodu Trauttmansdorff-Weinsbergů v kryptě kostela sv. Anny na Vršíčku, který se nachází na kopci přibližně dva kilometry jihozápadně od centra Horšovského Týna v okrese Domažlice. Hrobku ve stylu pozdního empíru nechal v letech 1839–1842 zbudovat Ferdinand Jáchym z Trauttmansdorff-Weinsbergu. Naposledy se v ní pohřbívalo v roce 1931. Po druhé světové válce byl majetek rodu zkonfiskován, hrobka zanedbána, vypleněna a zneuctěna. Kostel s hrobkou je v majetku České republiky a spravuje ho Národní památkový ústav. Hrobka je veřejnosti nepřístupná.

## Historie

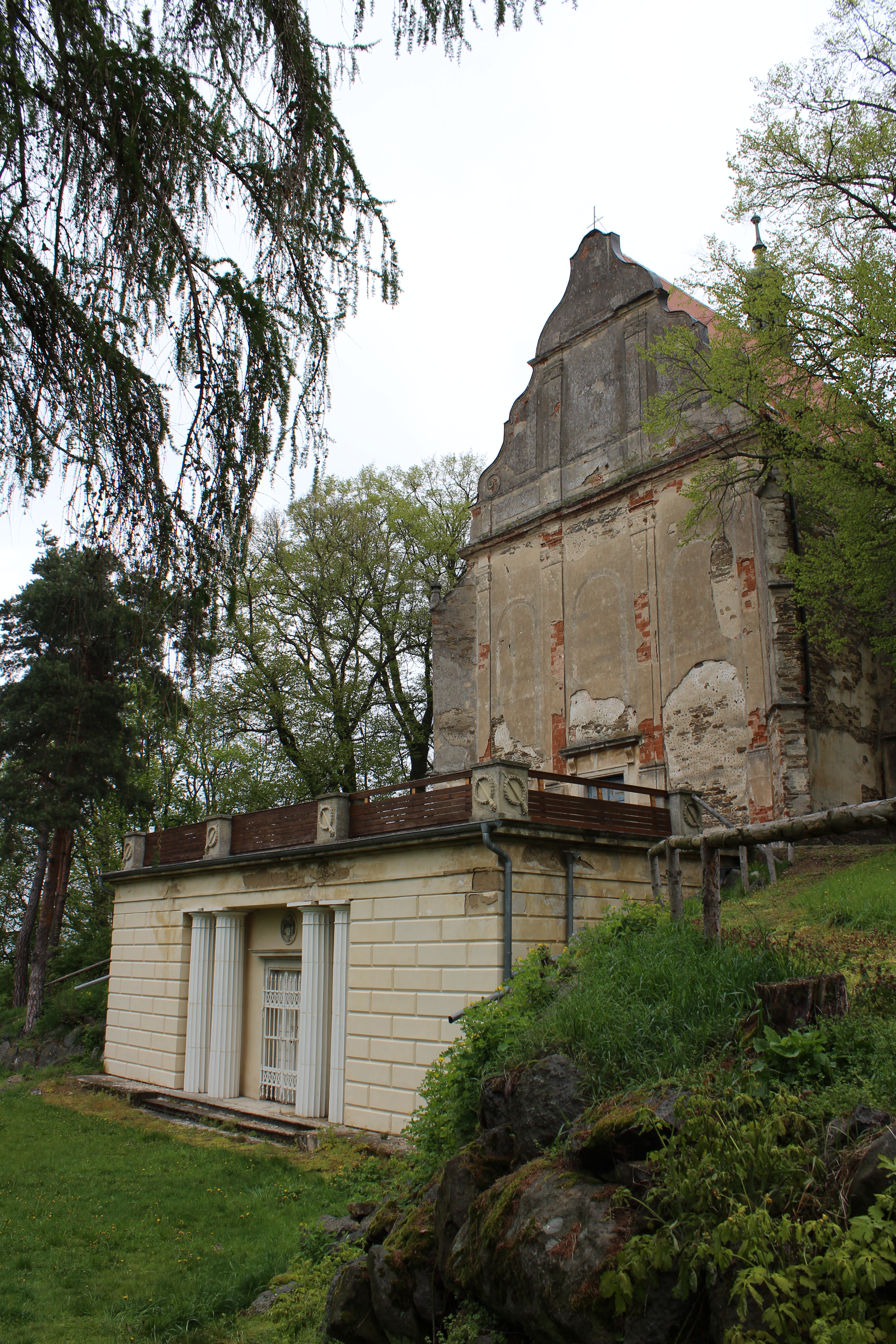
Vstup do hrobky a západní průčelí kostela sv. Anny

Panství Horšovský Týn koupil pozdější dlouholetý nejvyšší císařský hofmistr Maxmilián z Trauttmansdorff-Weinsbergu (1584–1650) v roce 1622. Jednalo se o zkonfiskované zboží, které ztratil jeden z třiceti direktorů a následně nejvyšší zemský hofmistr za vlády zimního krále Fridricha Falckého Vilém starší Popel z Lobkowicz (1567–1626). Trauttmansdorffové vlastnili statek a zámek Horšovský Týn až do konfiskace v roce 1945.
Pozdně gotický kostel sv. Anny na Vršíčku, který byl vysvěcen v roce 1516, byl barokně upraven po polovině 18. století. Hrobku, která vznikla rozšířením původní krypty pod kostelem a přístavbou rozměrné terasy na západní straně, nechal v letech 1839–1842 vystavět Ferdinand Jáchym z Trauttmansdorff-Weinsbergu (1801–1859), 3. kníže, podle přání svého otce Jana Nepomuka z Trauttmansdorff-Weinsbergu (1780–1834). Vzniklo také několik nerealizovaných návrhů hrobky. Jeden z nich vypracoval Oldřich Knödl, hrobku zobrazoval jako čtyřboký jehlan (pyramidu) se strmým vyzdíváním do velké výšky. V realizované hrobce se pohřbívalo po dobu téměř sta let (1842–1931).

## Architektura a vybavení

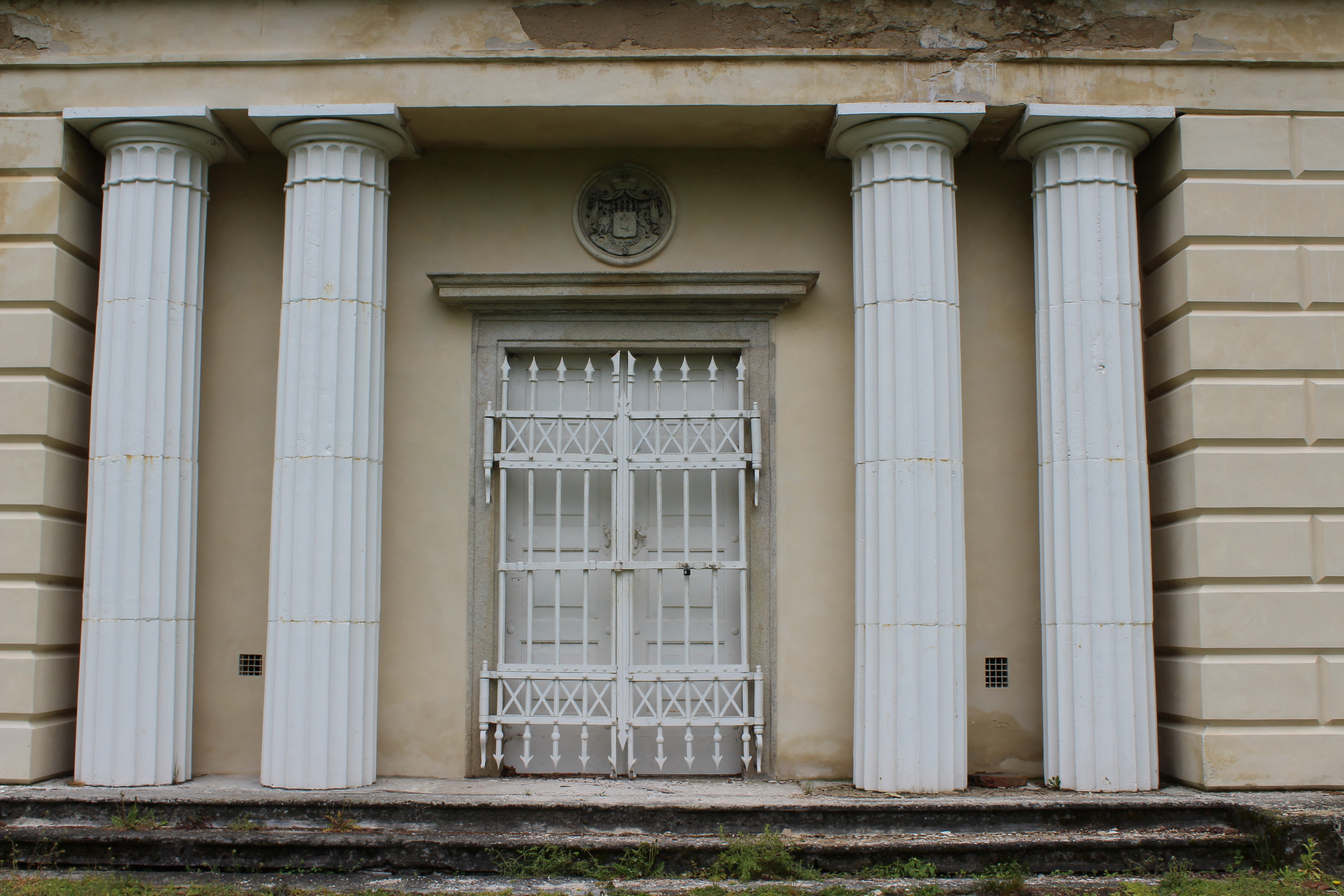
Vstup do hrobky

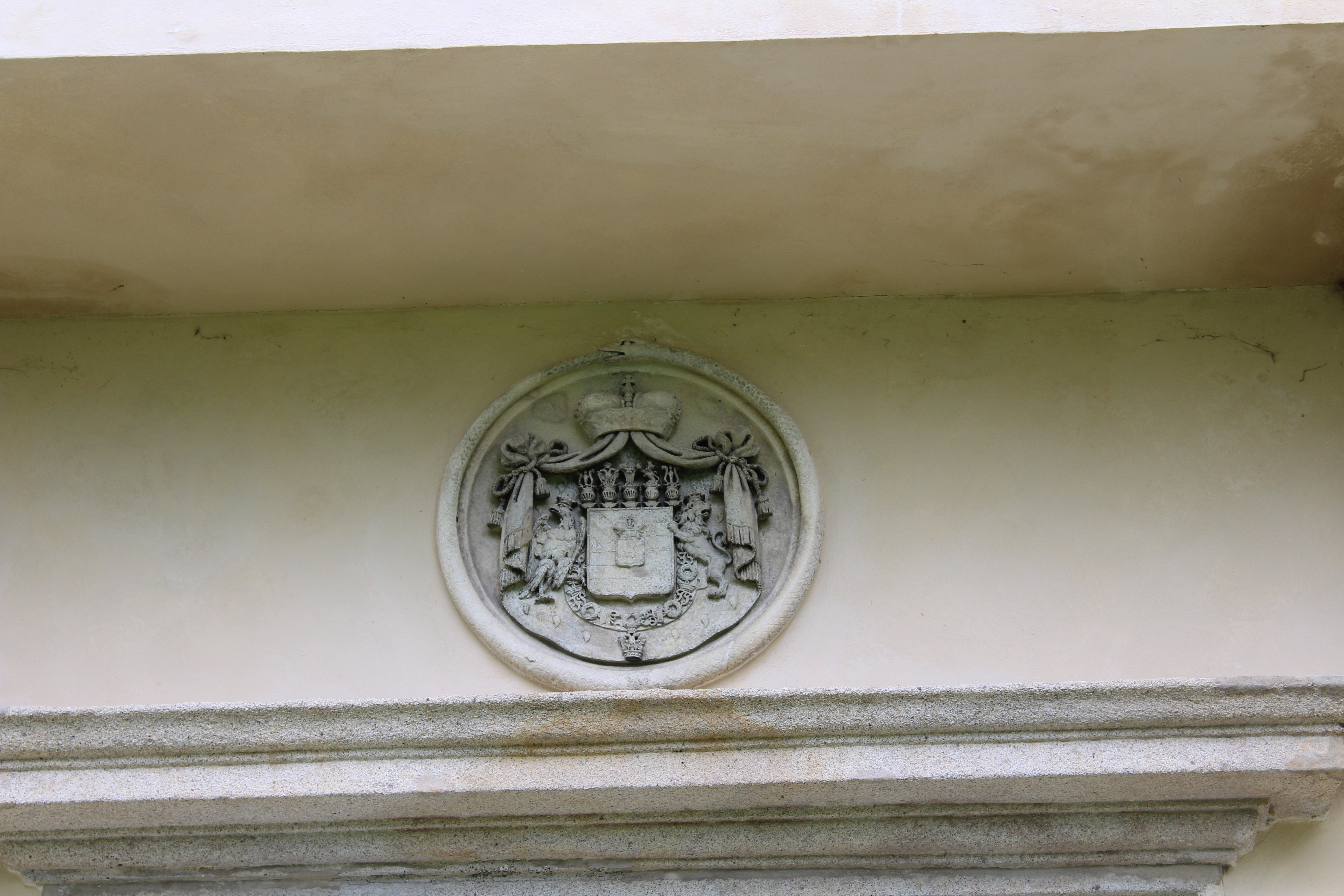
Erb nad vstupem

Hrobka je suterénní stavbou a je orientována, stejně jako kostel, podél osy východ – západ. Skládá se ze dvou částí – z předsíně, která vznikla pod představenou terasou, a z pohřební komory, která byla vylámána pod samotným kostelem. Prvky z litiny jako vrata, zábradlí, sloupy a některé sarkofágy pochází z dnes už zaniklé trauttmansdorffské knížecí železárny Na šmelcu z Ferdinandova údolí (mezi obcemi Srby a Svinná).

### Západní průčelí
Vstup do hrobky se nachází v ose západního průčelí kostela. Kostel a hrobka tak opticky vytváří jednolitý celek. Empírovému průčelí dominuje velký pravoúhlý v nice zasazený portál, který lemují dvě dvojice bílých mohutných litinových sloupů v dórském řádu. Sloupy s kanelovaným dříkem jsou bez patky a jsou zakončeny dvoudílnou hlavicí z abaku a echinu. Na sloupy navazuje jednoduché kladí, které vede po celé délce vstupního průčelí a které tvoří architráv a nečleněná římsa. Do výšky sloupů je zeď od hrany až ke sloupům členěna kvádrovou rustikou. Dveře jsou obehnány pískovcovým rámem s reliéfním členěním a nad nimi se nachází nadpražní římsa. Vstup chrání pojízdná masivní mříž před dveřmi. Nad dveřmi je v kruhové desce vsazen rodový erb Trauttmansdorffů, který drží štítonoši lev a orlice.

### Vstupní předsíň
Vstupní hala na obdélném půdorysu je trojlodní prostor rozčleněný dvěma dórskými sloupy, které jsou stejné jako sloupy zvenku. Vnitřní sloupy ovšem nejsou natřeny. Strop je zaklenut šesticí českých placek. Po stranách byly dva mramorové oltáře s jednoduchým křížem. Protože je hala zapuštěna do západního svahu kopce, může dovnitř pronikat přirozené světlo dvěma malými postranními okny.
Terasa, která tvoří strop předsíně, je pokryta dlaždicemi a ohraničuje ji litinové zábradlí mezi šesticí sloupků. Po stranách sloupků jsou vytesány vavřínové věnce, skrz které prochází hořící pochodně směřující šikmo dolů.

### Pohřební komora
Také vlastní hrobka je trojlodní klenutá sloupová síň na obdélném půdoryse. Víceméně kopíruje plochu kostela. V čele střední lodi se nachází oltářní mensa s vysokým kovovým křížem. Podlaha bočních lodí, které sloužily k pohřbívání, je vyvýšena oproti podlaze lodi střední o tři stupně. Klenbu v podobě české placky podpírá čtveřice dórských sloupů. Na meziklenebních žebrech je reliéfně iluzivní kazetování s rozetou v šedé barvě. Toto kazetování je využito v celé ploše klenby nad hlavním oltářem. Tam se jednotlivé kazety sbíhají k vrcholu a takto zvýrazněný celý výklenek působí jako středobod celé krypty. Místnost obíhá několik horizontálních říms. Jako obdobné stavby byla i tato vybavena systémem větracích průduchů.
Barbarské chování vandalů v druhé polovině 20. století přežilo několik sarkofágů – tři mohutné pro dospělé a čtyři menší dětské. Některé sarkofágy jsou opatřeny v rozích vík akroteriemi. Sarkofágy byly uzamčeny na klíč, který se přechovával na horšovskotýnském zámku. Dochovala se také kanopa na vnitřnosti, která má podobu antické nádoby.
V hrobce se nachází také několik nápisových desek. Text jedné z nich s chronogramem 1840 je následující:

FERDINANDVS, FILIVS 

PIE DEFVNCTI PRINCIPIS 

IOANNIS RELIGIOSE FI,, 

NIVIT OPVS.

## Seznam pohřbených
Mezi lety 1842 a 1931 byly v hrobce uloženy ostatky 37 osob. Ze staršího rodového pohřebiště v kapucínském klášteře v Horšovském Týně sem bylo hned po dokončení hrobky v roce 1842 převezeno sedm sarkofágů. Kromě identifikovaných rodinných příslušníků se v hrobce na počátku 20. století uvádí ještě devět malých anonymních dětských rakviček. Mohlo se jednat o děti, které zemřely při nebo krátce po porodu ještě před pokřtěním, proto zůstaly beze jména. V roce 1991 bylo zdokumentováno i několik uren, které s největší pravděpodobností sloužily jako kanopy pro ukládání srdce nebo vnitřností během balzamování.

### Chronologicky podle data úmrtí
V tabulce jsou uvedeny základní informace o pohřbených. Fialově jsou vyznačeni příslušníci rodu Trauttmansdorffů, žlutě jsou vyznačeny přivdané manželky, pokud zde byly pohřbeny. Modře jsou vyznačeni členové II. rodové linie, tzv. linie Obříství. Zeleně jsou zvýrazněni ti, kteří byli pohřbeni původně jinde, a v jednom případě byly ostatky přesunuty z hrobky na hřbitov. Červeně jsou zvýrazněni majitelé panství a statku Horšovský Týn a knížata. První písemná zmínka o předcích této štýrské rodiny se váže ke konci 13. století. V roce 1442 byli povýšeni do rytířského stavu, v roce 1598 byl Jan Bedřich z Trauttmansdorffu (1542–1614) povýšen do stavu svobodných pánů v Rakousích. Jeho syn Maxmilián z Trauttmansdorffu (1584–1650) byl v roce 1623 přijat do říšského hraběcího stavu a v roce 1625 do i českého. Ferdinand z Trauttmansdorff-Weinsbergu (1749–1827) byl v roce 1805 povýšen do říšského a českého knížecího stavu. Zde jsou generace počítány až od zmíněného Jana Bedřicha. U manželek je generace v závorce a týká se generace manžela. Děti jsou vypsány v poznámce u matky, avšak pokud byla matka pohřbena jinde, jsou děti uvedeny v poznámce u otce.
Seznam nemusí být kompletní.
| Po-řadí | Gene-race | Jméno pohřbeného                                                             | Datum a místo narození                             | Otec                                                                                 | Datum a místo sňatku, choť                                                                  | Pohřeb a uložení do hrobky | Poznámky |
| Po-řadí | Gene-race | Jméno pohřbeného                                                             | Datum a místo úmrtí                                | Matka                                                                                | Datum a místo sňatku, choť                                                                  | Pohřeb a uložení do hrobky | Poznámky |
| ------- | --------- | ---------------------------------------------------------------------------- | -------------------------------------------------- | ------------------------------------------------------------------------------------ | ------------------------------------------------------------------------------------------- | --- | --- |
| 1.      | 3.        | Adam Matyáš z Trauttmansdorff-Weinsbergu                                     | 1617                                               | Maxmilián z Trauttmansdorff-Weinsbergu 23. 5. 1584 Štýrský Hradec – 7. 6. 1650 Vídeň | 2. 3. 1642 Litomyšl: Eva Johanka ze Šternberka † 2. 12. 1674 Horšovský Týn                  | Do roku 1842 pohřben v kryptě kostela sv. Víta, Václava a Vojtěcha v kapucínském klášteře v Horšovském Týně.                                                                   | Nejvyšší zemský maršálek Českého království (1645–1684). Narodily se mu následující děti: - 1. Kateřina Lucie († po 1674) - 2. Rudolf Vilém (1646–1689) - 3. Anna Marie, provd. z Lambergu (1642–1727) - 4. Žofie Maxmiliána, provd. z Hodic a Volframic - 5. Františka Terezie - 6. Marie Klára, provd. Volckra - 7. Zikmund Ludvík (1651–1707) - 8. Jan Bernard - 9. Jan Adam - 10. Marie Eleonora, provd. z Morzinu (1657–1714) - 11. Leopold Antonín (1656–1724) - 12. Jan Maxmilián Antonín († 1662) - 13. Kateřina Barbora, provd. z Wehrenbergu - 14. Jan Bedřich Josef - 15. Jan Josef František                                                                          |
| 1.      | 3.        | Adam Matyáš z Trauttmansdorff-Weinsbergu                                     | 2. 11. 1684 Horšovský Týn                          | Žofie Pálffyová z Erdödu 1596 – 22. 3. 1668                                          | Marie Isabella z Lobkowicz † 1719                                                           | Do roku 1842 pohřben v kryptě kostela sv. Víta, Václava a Vojtěcha v kapucínském klášteře v Horšovském Týně.                                                                   | Nejvyšší zemský maršálek Českého království (1645–1684). Narodily se mu následující děti: - 1. Kateřina Lucie († po 1674) - 2. Rudolf Vilém (1646–1689) - 3. Anna Marie, provd. z Lambergu (1642–1727) - 4. Žofie Maxmiliána, provd. z Hodic a Volframic - 5. Františka Terezie - 6. Marie Klára, provd. Volckra - 7. Zikmund Ludvík (1651–1707) - 8. Jan Bernard - 9. Jan Adam - 10. Marie Eleonora, provd. z Morzinu (1657–1714) - 11. Leopold Antonín (1656–1724) - 12. Jan Maxmilián Antonín († 1662) - 13. Kateřina Barbora, provd. z Wehrenbergu - 14. Jan Bedřich Josef - 15. Jan Josef František                                                                          |
| 2.      | 6.        | František Norbert z Trauttmansdorff-Weinsbergu                               | 10. 8. 1705 Praha                                  | Jan Josef z Trauttmansdorff-Weinsbergu 7. 8. 1676 – 30. 4. 1713                      | 1726: Marie Florentina Josefa de Gavre 1708–1742                                            | Do roku 1842 pohřben v kryptě kostela sv. Víta, Václava a Vojtěcha v kapucínském klášteře v Horšovském Týně.                                                                   | Císařský komoří a tajný rada, nejvyšší hofmistr arcivévodkyně Marie Alžběty, rytíř Řádu zlatého rouna. Narodily se mu následující děti: - 1. dcera - 2. Marie Anna (1736–1788), dáma ústavu šlechtičen - 3. Josef Václav (1739–1769) - 4. Marie Amálie, provd. Kinská (1741–1808; pohřbena ve Vídeňském Novém Městě) - 5. Marie Antonie (1746–1817), dáma ústavu šlechtičen - 6. František Ferdinand (1749–1827; č. 3), 1. kníže - 7. František Norbert (1750–1753)[zdroj?] |
| 2.      | 6.        | František Norbert z Trauttmansdorff-Weinsbergu                               | 18. 6. 1786 Horšovský Týn                          | Marie Terezie z Paaru 3. 6. 1683 Vídeň – 30. 7. 1766 Praha                           | 17. 2. 1744 Vídeň: Marie Anna z Herbersteinu 28. 3. 1723 – 7. 2. 1815 Vídeň                 | Do roku 1842 pohřben v kryptě kostela sv. Víta, Václava a Vojtěcha v kapucínském klášteře v Horšovském Týně.                                                                   | Císařský komoří a tajný rada, nejvyšší hofmistr arcivévodkyně Marie Alžběty, rytíř Řádu zlatého rouna. Narodily se mu následující děti: - 1. dcera - 2. Marie Anna (1736–1788), dáma ústavu šlechtičen - 3. Josef Václav (1739–1769) - 4. Marie Amálie, provd. Kinská (1741–1808; pohřbena ve Vídeňském Novém Městě) - 5. Marie Antonie (1746–1817), dáma ústavu šlechtičen - 6. František Ferdinand (1749–1827; č. 3), 1. kníže - 7. František Norbert (1750–1753)[zdroj?] |
| 3.      | 7.        | Ferdinand z Trauttmansdorff-Weinsbergu                                       | 12. 1. 1749 Vídeň                                  | František Norbert z Trauttmansdorff-Weinsbergu (č. 2)                                | 18. 5. 1772 Vídeň: Marie Karolína z Colloreda (č. 4)                                        | Původně pohřben 5. 9. 1827 v kryptě kostela sv. Víta, Václava a Vojtěcha v kapucínském klášteře v Horšovském Týně. Od roku 1842 pohřben v knížecí hrobce v Horšovském Týně.    | 1. kníže z Trauttmansdorff-Weinsbergu (1805–1827), císařský komoří (1768) a tajný rada, nejvyšší hofmistr císařského dvora (1807–1827), státní a konferenční ministr, rytíř rakouského Řádu zlatého rouna (1789), držitel velkokříže Královského uherského řádu sv. Štěpána (1808). Majitel fideikomisního panství Horšovský Týn. Zemřel jako 78letý na sešlost věkem. |
| 3.      | 7.        | Ferdinand z Trauttmansdorff-Weinsbergu                                       | 27. 8. 1827 Vídeň                                  | Marie Anna z Herbersteinu 28. 3. 1723 – 7. 2. 1815 Vídeň                             | 18. 5. 1772 Vídeň: Marie Karolína z Colloreda (č. 4)                                        | Původně pohřben 5. 9. 1827 v kryptě kostela sv. Víta, Václava a Vojtěcha v kapucínském klášteře v Horšovském Týně. Od roku 1842 pohřben v knížecí hrobce v Horšovském Týně.    | 1. kníže z Trauttmansdorff-Weinsbergu (1805–1827), císařský komoří (1768) a tajný rada, nejvyšší hofmistr císařského dvora (1807–1827), státní a konferenční ministr, rytíř rakouského Řádu zlatého rouna (1789), držitel velkokříže Královského uherského řádu sv. Štěpána (1808). Majitel fideikomisního panství Horšovský Týn. Zemřel jako 78letý na sešlost věkem. |
| 4.      | (7.)      | Marie Karolína z Colloreda                                                   | 14. 2. 1752 Vídeň                                  | Rudolf Josef z Colloreda 7. 7. 1706 Praha – 1. 11. 1788 Vídeň                        | 18. 5. 1772 Vídeň: Ferdinand z Trauttmansdorff-Weinsbergu (č. 3)                            | Původně pohřbena 27. 9. 1832 v kryptě kostela sv. Víta, Václava a Vojtěcha v kapucínském klášteře v Horšovském Týně. Od roku 1842 pohřbena v knížecí hrobce v Horšovském Týně. | 1. kněžna z Trauttmansdorff-Weinsbergu (1805–1832, od roku 1827 kněžna vdova). Dáma Řádu hvězdového kříže a palácová dáma. Zemřela jako 80letá na sešlost věkem. Narodily se jí následující děti: - 1. Marie Anna Gabriela (1774–1848; č. 8) - 2. Marie Gabriela, provd. des Fours (1776–1853) - 3. František Norbert (1777–1779) - 4. Marie Alžběta (1778 – před 1797) - 5. Jan Nepomuk Josef (1780–1834; č. 6), 2. kníže - 6. Marie Renata (*/† 1781) - 7. František Jan Nepomuk (1783 – asi 1783) - 8. Tereza (1784–1839; č. 7) - 9. František Josef Ferdinand (1788–1870; č. 13) - 10. Jan Karel (1790–1808)                                                                  |
| 4.      | (7.)      | Marie Karolína z Colloreda                                                   | 20. 9. 1832 Vídeň                                  | Marie Gabriela ze Starhembergu 28. 11. 1707 Vídeň – 8. 11. 1793 Vídeň                | 18. 5. 1772 Vídeň: Ferdinand z Trauttmansdorff-Weinsbergu (č. 3)                            | Původně pohřbena 27. 9. 1832 v kryptě kostela sv. Víta, Václava a Vojtěcha v kapucínském klášteře v Horšovském Týně. Od roku 1842 pohřbena v knížecí hrobce v Horšovském Týně. | 1. kněžna z Trauttmansdorff-Weinsbergu (1805–1832, od roku 1827 kněžna vdova). Dáma Řádu hvězdového kříže a palácová dáma. Zemřela jako 80letá na sešlost věkem. Narodily se jí následující děti: - 1. Marie Anna Gabriela (1774–1848; č. 8) - 2. Marie Gabriela, provd. des Fours (1776–1853) - 3. František Norbert (1777–1779) - 4. Marie Alžběta (1778 – před 1797) - 5. Jan Nepomuk Josef (1780–1834; č. 6), 2. kníže - 6. Marie Renata (*/† 1781) - 7. František Jan Nepomuk (1783 – asi 1783) - 8. Tereza (1784–1839; č. 7) - 9. František Josef Ferdinand (1788–1870; č. 13) - 10. Jan Karel (1790–1808)                                                                  |
| 5.      | 9.        | Jan Bedřich z Trauttmansdorff-Weinsbergu                                     | 8. 10. 1804                                        | Jan Nepomuk z Trauttmansdorff-Weinsbergu (č. 6)                                      |                                                                                             | Původně pohřben 25. 4. 1834 v kryptě kostela sv. Víta, Václava a Vojtěcha v kapucínském klášteře v Horšovském Týně. Od roku 1842 pohřben v knížecí hrobce v Horšovském Týně.   | Zemřel ve věku 29 let na hromadění hnisu v plicích. |
| 5.      | 9.        | Jan Bedřich z Trauttmansdorff-Weinsbergu                                     | 19. 4. 1834                                        | Alžběta Marie z Fürstenberg-Weitry (č. 12)                                           |                                                                                             | Původně pohřben 25. 4. 1834 v kryptě kostela sv. Víta, Václava a Vojtěcha v kapucínském klášteře v Horšovském Týně. Od roku 1842 pohřben v knížecí hrobce v Horšovském Týně.   | Zemřel ve věku 29 let na hromadění hnisu v plicích. |
| 6.      | 8.        | Jan Nepomuk z Trauttmansdorff-Weinsbergu                                     | 18. 3. 1780 Vídeň                                  | Ferdinand z Trauttmansdorff-Weinsbergu (č. 3)                                        | 13. nebo 15. 2. 1801 Vídeň: Alžběta Marie z Fürstenberg-Weitry (č. 12)                      | Původně pohřben 30. 9. 1834 v kryptě kostela sv. Víta, Václava a Vojtěcha v kapucínském klášteře v Horšovském Týně. Od roku 1842 pohřben v knížecí hrobce v Horšovském Týně.   | 2. kníže z Trauttmansdorff-Weinsbergu (1827–1834), císařský komoří (1801) a tajný rada (1812), nejvyšší císařský komoří nad stříbrem (1807–1812), nejvyšší císařský štolba (1812–1834), rytíř Řádu železné koruny (1816). Majitel fideikomisního panství Horšovský Týn (1827–1834). Zemřel po dlouhé nemoci ve věku 54 let. |
| 6.      | 8.        | Jan Nepomuk z Trauttmansdorff-Weinsbergu                                     | 24. 9. 1834 Vídeň                                  | Marie Karolína z Colloreda (č. 4)                                                    | 13. nebo 15. 2. 1801 Vídeň: Alžběta Marie z Fürstenberg-Weitry (č. 12)                      | Původně pohřben 30. 9. 1834 v kryptě kostela sv. Víta, Václava a Vojtěcha v kapucínském klášteře v Horšovském Týně. Od roku 1842 pohřben v knížecí hrobce v Horšovském Týně.   | 2. kníže z Trauttmansdorff-Weinsbergu (1827–1834), císařský komoří (1801) a tajný rada (1812), nejvyšší císařský komoří nad stříbrem (1807–1812), nejvyšší císařský štolba (1812–1834), rytíř Řádu železné koruny (1816). Majitel fideikomisního panství Horšovský Týn (1827–1834). Zemřel po dlouhé nemoci ve věku 54 let. |
| 7.      | 8.        | Tereza (Therese) z Trauttmansdorff-Weinsbergu                                | 27. 12. 1784                                       | Ferdinand z Trauttmansdorff-Weinsbergu (č. 3)                                        |                                                                                             | Původně pohřbena 5. 12. 1839 v kryptě kostela sv. Víta, Václava a Vojtěcha v kapucínském klášteře v Horšovském Týně. Od roku 1842 pohřbena v knížecí hrobce v Horšovském Týně. | Dáma Řádu hvězdového kříže, dáma Savojského ústavu šlechtičen ve Vídni. Zemřela ve věku 54 let na ochrnutí plic. |
| 7.      | 8.        | Tereza (Therese) z Trauttmansdorff-Weinsbergu                                | 27. 11. 1839 Vídeň                                 | Marie Karolína z Colloreda (č. 4)                                                    |                                                                                             | Původně pohřbena 5. 12. 1839 v kryptě kostela sv. Víta, Václava a Vojtěcha v kapucínském klášteře v Horšovském Týně. Od roku 1842 pohřbena v knížecí hrobce v Horšovském Týně. | Dáma Řádu hvězdového kříže, dáma Savojského ústavu šlechtičen ve Vídni. Zemřela ve věku 54 let na ochrnutí plic. |
| 8.      | 8.        | Marie Anna z Trauttmansdorff-Weinsbergu                                      | 23. 9. 1774                                        | Ferdinand z Trauttmansdorff-Weinsbergu (č. 3)                                        |                                                                                             | Pohřbena 2. 6. 1848 v rodinné hrobce u sv. Anny. | Dáma Řádu hvězdového kříže, dáma ústavu šlechtičen v Essenu. Zemřela ve věku 73 let na ochrnutí plic. |
| 8.      | 8.        | Marie Anna z Trauttmansdorff-Weinsbergu                                      | 27. 5. 1848 Vídeň                                  | Marie Karolína z Colloreda (č. 4)                                                    |                                                                                             | Pohřbena 2. 6. 1848 v rodinné hrobce u sv. Anny. | Dáma Řádu hvězdového kříže, dáma ústavu šlechtičen v Essenu. Zemřela ve věku 73 let na ochrnutí plic. |
| 9.      | 9.        | Františka (Franziska) z Trauttmansdorff-Weinsbergu                           | 8. 5. 1827                                         | Josef z Trauttmansdorff-Weinsbergu (č. 13)                                           |                                                                                             | Pohřbena 9. 1. 1856 v rodinné hrobce u sv. Anny. | Zemřela ve věku 28 let na břišní typus. |
| 9.      | 9.        | Františka (Franziska) z Trauttmansdorff-Weinsbergu                           | 2. 1. 1856 Vídeň                                   | Josefina Károlyi de Nagykárolyi (č. 11)                                              |                                                                                             | Pohřbena 9. 1. 1856 v rodinné hrobce u sv. Anny. | Zemřela ve věku 28 let na břišní typus. |
| 10.     | 9.        | Ferdinand Jáchym z Trauttmansdorff-Weinsbergu                                | 11. 1. 1803 Vídeň                                  | Jan Nepomuk z Trauttmansdorff-Weinsbergu (č. 6)                                      | 17. 7. 1841 Vídeň: Anna z Liechtensteinu (č. 19)                                            | Pohřben 7. 4. 1859 v knížecí trauttmansdorffské rodinné hrobce u sv. Anny. | 3. kníže z Trauttmansdorff-Weinsbergu (1834–1859), zakladatel hrobky, císařský komoří (1827), rytíř rakouského Řádu zlatého rouna (1852). Majitel fideikomisního panství, od roku 1848 statku Horšovský Týn (1834–1859), statků Kumburg a Jičín. Zemřel ve věku 56 let na akutní otok mozku. |
| 10.     | 9.        | Ferdinand Jáchym z Trauttmansdorff-Weinsbergu                                | 31. 3. 1859 Vídeň                                  | Alžběta Marie z Fürstenberg-Weitry (č. 12)                                           | 17. 7. 1841 Vídeň: Anna z Liechtensteinu (č. 19)                                            | Pohřben 7. 4. 1859 v knížecí trauttmansdorffské rodinné hrobce u sv. Anny. | 3. kníže z Trauttmansdorff-Weinsbergu (1834–1859), zakladatel hrobky, císařský komoří (1827), rytíř rakouského Řádu zlatého rouna (1852). Majitel fideikomisního panství, od roku 1848 statku Horšovský Týn (1834–1859), statků Kumburg a Jičín. Zemřel ve věku 56 let na akutní otok mozku. |
| 11.     | (8.)      | Josefina Károlyi de Nagykárolyi                                              | 7. 11. 1803 Vídeň                                  | Josef Károlyi de Nagykárolyi 7. 10. 1768 Vídeň – 4. 4. 1803 Vídeň                    | 16. 10. 1821 Praha: Josef z Trauttmansdorff-Weinsbergu (č. 13)                              | Pohřbena 15. 5. 1863 v knížecí hrobce u sv. Anny. | Dáma Řádu hvězdového kříže (1823), palácová dáma. Majitelka statku Lipnice nad Sázavou. Zemřela ve věku 59 let na ochrnutí mozku a plic. Narodily se jí následující děti: - 1. Karolína (1823–1884; č. 14) - 2. Ferdinand (1825–1896; č. 16) - 3. Františka (1827–1856; č. 9) - 4. Josefina Gabriela, provd. Berchtoldová z Uherčic (1835–1894; pohřbena v kapli sv. Barbory v Buchlovicích) |
| 11.     | (8.)      | Josefina Károlyi de Nagykárolyi                                              | 9. 5. 1863 Vídeň                                   | Alžběta z Waldstein-Warternbergu 28. 10. 1769 Vídeň – 3. 1. 1813 Pešť                | 16. 10. 1821 Praha: Josef z Trauttmansdorff-Weinsbergu (č. 13)                              | Pohřbena 15. 5. 1863 v knížecí hrobce u sv. Anny. | Dáma Řádu hvězdového kříže (1823), palácová dáma. Majitelka statku Lipnice nad Sázavou. Zemřela ve věku 59 let na ochrnutí mozku a plic. Narodily se jí následující děti: - 1. Karolína (1823–1884; č. 14) - 2. Ferdinand (1825–1896; č. 16) - 3. Františka (1827–1856; č. 9) - 4. Josefina Gabriela, provd. Berchtoldová z Uherčic (1835–1894; pohřbena v kapli sv. Barbory v Buchlovicích) |
| 12.     | (8.)      | Alžběta Marie z Fürstenberg-Weitry                                           | 12. 7. 1784 Vídeň                                  | Jáchym Egon z Fürstenberg-Weitry 22. 12. 1749 Ludwigsburg – 26. 1. 1828 Vídeň        | 13. nebo 15. 2. 1801 Vídeň: Jan Nepomuk z Trauttmansdorff-Weinsbergu (č. 6)                 | Pohřben 26. 6. 1865 v knížecí rodinné hrobce u sv. Anny. | 2. kněžna z Trauttmansdorff-Weinsbergu (1827–1865, od roku 1834 kněžna vdova). Dáma Řádu hvězdového kříže (1801) a palácová dáma. Zemřela jako 80letá na sešlost věkem. Narodily se jí následující děti: - 1. Ferdinand Jáchym (1803–1859; č. 10), 3. kníže - 2. Jan Bedřich Jáchym (1804–1834; č. 5) - 3. Marie Anna, provd. z Öttingen-Wallersteinu (1806–1885; pohřbena v klášteře Neposkvrněné Panny Marie v Maihingenu) - 4. Karolina, provd. z Grünne (1808–1886; pohřbena na hřbitově v Dobersbergu) |
| 12.     | (8.)      | Alžběta Marie z Fürstenberg-Weitry                                           | 19. 6. 1865 Vídeň                                  | Žofie z Öttingen-Wallersteinu 9. 12. 1751 – 21. 5. 1835                              | 13. nebo 15. 2. 1801 Vídeň: Jan Nepomuk z Trauttmansdorff-Weinsbergu (č. 6)                 | Pohřben 26. 6. 1865 v knížecí rodinné hrobce u sv. Anny. | 2. kněžna z Trauttmansdorff-Weinsbergu (1827–1865, od roku 1834 kněžna vdova). Dáma Řádu hvězdového kříže (1801) a palácová dáma. Zemřela jako 80letá na sešlost věkem. Narodily se jí následující děti: - 1. Ferdinand Jáchym (1803–1859; č. 10), 3. kníže - 2. Jan Bedřich Jáchym (1804–1834; č. 5) - 3. Marie Anna, provd. z Öttingen-Wallersteinu (1806–1885; pohřbena v klášteře Neposkvrněné Panny Marie v Maihingenu) - 4. Karolina, provd. z Grünne (1808–1886; pohřbena na hřbitově v Dobersbergu) |
| 13.     | 8.        | Josef z Trauttmansdorff-Weinsbergu                                           | 19. 2. 1788 Brusel                                 | Ferdinand z Trauttmansdorff-Weinsbergu (č. 3)                                        | 16. 10. 1821 Praha: Josefina Károlyi de Nagykárolyi (č. 11)                                 | Pohřben 28. 8. 1870 v knížecí hrobce u sv. Anny. | Zakladatel II. linie Trauttmansdorff-Weinsbergů – linie Obříství, císařský komoří (1810) a tajný rada (1832), diplomat, doživotní člen Panské sněmovny rakouské Říšské rady (1861–1870), rytíř Řádu železné koruny 1. třídy (1836), držitel velkokříže Císařského rakouského Leopoldova řádu (1849). Majitel Majitel panství Koryčany a Mouchnice na Moravě a Obříství v Čechách (od roku 1827). Zemřel jako 82letý na sešlost věkem. |
| 13.     | 8.        | Josef z Trauttmansdorff-Weinsbergu                                           | 22. 8. 1870 Obříství                               | Marie Karolína z Colloreda (č. 4)                                                    | 16. 10. 1821 Praha: Josefina Károlyi de Nagykárolyi (č. 11)                                 | Pohřben 28. 8. 1870 v knížecí hrobce u sv. Anny. | Zakladatel II. linie Trauttmansdorff-Weinsbergů – linie Obříství, císařský komoří (1810) a tajný rada (1832), diplomat, doživotní člen Panské sněmovny rakouské Říšské rady (1861–1870), rytíř Řádu železné koruny 1. třídy (1836), držitel velkokříže Císařského rakouského Leopoldova řádu (1849). Majitel Majitel panství Koryčany a Mouchnice na Moravě a Obříství v Čechách (od roku 1827). Zemřel jako 82letý na sešlost věkem. |
| 14.     | 9.        | Karolina z Trauttmansdorff-Weinsbergu                                        | 5. 8. 1823                                         | Josef z Trauttmansdorff-Weinsbergu (č. 13)                                           |                                                                                             | Pohřbena 27. 2. 1876 v knížecí hrobce u sv. Anny. | Zemřela ve věku 52 let otok plic. |
| 14.     | 9.        | Karolina z Trauttmansdorff-Weinsbergu                                        | 23. 2. 1876 Vídeň                                  | Josefina Károlyi de Nagykárolyi (č. 11)                                              |                                                                                             | Pohřbena 27. 2. 1876 v knížecí hrobce u sv. Anny. | Zemřela ve věku 52 let otok plic. |
| 15.     | 12.       | Jan Evangelista z Trauttmansdorff-Weinsbergu                                 | 4. 12. 1895 Horšovský Týn                          | Ferdinand Alfons z Trauttmansdorff-Weinsbergu (č. 24)                                |                                                                                             | Pohřben 11. 12. 1895 v knížecí hrobce u sv. Anny. | Zemřel ve věku pěti dní na zánět tenkého střeva. |
| 15.     | 12.       | Jan Evangelista z Trauttmansdorff-Weinsbergu                                 | 9. 12. 1895 Horšovský Týn                          | Marie ze Schwarzenbergu (č. 27)                                                      |                                                                                             | Pohřben 11. 12. 1895 v knížecí hrobce u sv. Anny. | Zemřel ve věku pěti dní na zánět tenkého střeva. |
| 16.     | 9.        | Ferdinand z Trauttmansdorff-Weinsbergu                                       | 27. 6. 1825 Vídeň                                  | Josef z Trauttmansdorff-Weinsbergu (č. 13)                                           | 29. 10. 1860 Vídeň: Marie Františka z Liechtensteinu (č. 20)                                | Pohřben 17. 12. 1896 českobudějovickým biskupem Martinem Říhou v knížecí hrobce u sv. Anny.                                                                                    | Císařský komoří (1849) a tajný rada (1868), nejvyšší císařský komorník (1884–1896), doživotní člen Panské sněmovny rakouské Říšské rady (1870–1896), předseda Panské sněmovny (1879–1896), poslanec Moravského zemského sněmu (1871), držitel velkokříže Císařského rakouského Leopoldova řádu (1870), rytíř rakouského Řádu zlatého rouna (1878), kancléř Řádu Františka Josefa (1890), rytíř pruského Řádu černé orlice (1888), držitel velkokříže toskánského Řádu sv. Josefa. Majitel panství Fridau v Dolních Rakousích (od roku 1869), Koryčany a Mouchnice na Moravě (od roku 1870) a Obříství v Čechách (od roku 1870). Zemřel ve věku 71 let na sešlost věkem.           |
| 16.     | 9.        | Ferdinand z Trauttmansdorff-Weinsbergu                                       | 12. 12. 1896 Fridau bei St. Pölten                 | Josefina Károlyi de Nagykárolyi (č. 11)                                              | 29. 10. 1860 Vídeň: Marie Františka z Liechtensteinu (č. 20)                                | Pohřben 17. 12. 1896 českobudějovickým biskupem Martinem Říhou v knížecí hrobce u sv. Anny.                                                                                    | Císařský komoří (1849) a tajný rada (1868), nejvyšší císařský komorník (1884–1896), doživotní člen Panské sněmovny rakouské Říšské rady (1870–1896), předseda Panské sněmovny (1879–1896), poslanec Moravského zemského sněmu (1871), držitel velkokříže Císařského rakouského Leopoldova řádu (1870), rytíř rakouského Řádu zlatého rouna (1878), kancléř Řádu Františka Josefa (1890), rytíř pruského Řádu černé orlice (1888), držitel velkokříže toskánského Řádu sv. Josefa. Majitel panství Fridau v Dolních Rakousích (od roku 1869), Koryčany a Mouchnice na Moravě (od roku 1870) a Obříství v Čechách (od roku 1870). Zemřel ve věku 71 let na sešlost věkem.           |
| 17.     | 12.       | Bedřich Karel (Friedrich Karl) z Trauttmansdorff-Weinsbergu                  | 10. 5. 1905 Kalksburg, od roku 1938 součást Vídně  | Ferdinand Alfons z Trauttmansdorff-Weinsbergu (č. 24)                                |                                                                                             | Pohřben 25. 5. 1905 v knížecí hrobce u sv. Anny. | Zemřel ve věku 11 dní na zánět pupečníku (omphalitis). |
| 17.     | 12.       | Bedřich Karel (Friedrich Karl) z Trauttmansdorff-Weinsbergu                  | 21. 5. 1905 Kalksburg                              | Marie ze Schwarzenbergu (č. 27)                                                      |                                                                                             | Pohřben 25. 5. 1905 v knížecí hrobce u sv. Anny. | Zemřel ve věku 11 dní na zánět pupečníku (omphalitis). |
| 18.     | 12.       | Marie Anna z Trauttmansdorff-Weinsbergu                                      | 19. 10. 1907 Kalksburg, od roku 1938 součást Vídně | Ferdinand Alfons z Trauttmansdorff-Weinsbergu (č. 24)                                |                                                                                             | Pohřbena 22. 10. 1907 v knížecí hrobce u sv. Anny. | Pokřtěna v nouzi, zemřela hned po narození na udušení. |
| 18.     | 12.       | Marie Anna z Trauttmansdorff-Weinsbergu                                      | 19. 10. 1907 Kalksburg                             | Marie ze Schwarzenbergu (č. 27)                                                      |                                                                                             | Pohřbena 22. 10. 1907 v knížecí hrobce u sv. Anny. | Pokřtěna v nouzi, zemřela hned po narození na udušení. |
| 19.     | (9.)      | Anna z Liechtensteinu (moravskokrumlovská sekundogenitura – karlovská linie) | 25. 8. 1820 Vídeň                                  | Karel III. František z Liechtensteinu 23. 10. 1790 Vídeň – 7. 4. 1865 Vídeň          | 17. 7. 1841 Vídeň: Ferdinand Jáchym z Trauttmansdorff-Weinsbergu (č. 10)                    | Pohřbena 21. 3. 1908 v knížecí hrobce u sv. Anny. | 3. kněžna z Trauttmansdorff-Weinsbergu (1841–1908, od roku 1859 kněžna vdova), dáma Řádu hvězdového kříže (1841) a palácová dáma. Zemřela jako 87letá na sešlost věkem. Narodily se jí následující děti: - 1. Maria-Anna Franziska, provd. Chorinská z Ledské (1843–1925) - 2. Františka, provd. z Schönborn-Buchheimu (Franziska; 1844–1898) - 3. Karl Johann Nepomuk (1845–1921; č. 25), 4. kníže - 4. Marie, provd. Esterházyová de Galántha (1847–1876; pohřbena v hrobce Esterházyů v Eisenstadtu) - 5. Jan (Johann; 1848–1852) - 6. Tereza, provd. z Abensperg-Traunu (Therese; 1852–1914) - 7. Ferdinand (1855–1928) - 8. Žofie, provd. z Oppersdorffu (Sophie; 1859–1898) |
| 19.     | (9.)      | Anna z Liechtensteinu (moravskokrumlovská sekundogenitura – karlovská linie) | 17. 3. 1908 Vídeň                                  | Františka Bruntálská z Vrbna 8. 12. 1799 Vídeň – 6. 7. 1863 Dornau                   | 17. 7. 1841 Vídeň: Ferdinand Jáchym z Trauttmansdorff-Weinsbergu (č. 10)                    | Pohřbena 21. 3. 1908 v knížecí hrobce u sv. Anny. | 3. kněžna z Trauttmansdorff-Weinsbergu (1841–1908, od roku 1859 kněžna vdova), dáma Řádu hvězdového kříže (1841) a palácová dáma. Zemřela jako 87letá na sešlost věkem. Narodily se jí následující děti: - 1. Maria-Anna Franziska, provd. Chorinská z Ledské (1843–1925) - 2. Františka, provd. z Schönborn-Buchheimu (Franziska; 1844–1898) - 3. Karl Johann Nepomuk (1845–1921; č. 25), 4. kníže - 4. Marie, provd. Esterházyová de Galántha (1847–1876; pohřbena v hrobce Esterházyů v Eisenstadtu) - 5. Jan (Johann; 1848–1852) - 6. Tereza, provd. z Abensperg-Traunu (Therese; 1852–1914) - 7. Ferdinand (1855–1928) - 8. Žofie, provd. z Oppersdorffu (Sophie; 1859–1898) |
| 20.     | (9.)      | Marie Františka z Liechtensteinu                                             | 20. 9. 1834 hrad Liechtenstein nebo Vídeň          | Alois II. z Liechtensteinu 26. 5. 1796 Vídeň – 12. 11. 1858 Lednice                  | 29. 10. 1860 Vídeň: Ferdinand z Trauttmansdorff-Weinsbergu (č. 16)                          | Pohřbena 6. 12. 1909 v knížecí hrobce u sv. Anny. | Dáma Řádu hvězdového kříže (1862) a palácová dáma, nositelka velkokříže Řádu Alžběty (1898). Zemřela ve věku 75 let na kornatěný tepen. Narodily se jí následující děti: - 1. Maria Franziska, provd. Coudenhove (1862–1940) - 2. Alois Josef (1863–1915; č. 23) - 3. Karel Ferdinand (1864–1910; č. 21) - 4. Josephine Sophie, provd. Westphalen zu Fürstenberg (1866–1936) - 5. Caroline, provd. Hoyos-Stichsenstein (1869–1959) - 6. Adolf (1877–1914; č. 22) |
| 20.     | (9.)      | Marie Františka z Liechtensteinu                                             | 1. 12. 1909 Vídeň                                  | Františka Kinská z Vchynic a Tetova 8. 8. 1813 Vídeň – 5. 2. 1881 Vídeň              | 29. 10. 1860 Vídeň: Ferdinand z Trauttmansdorff-Weinsbergu (č. 16)                          | Pohřbena 6. 12. 1909 v knížecí hrobce u sv. Anny. | Dáma Řádu hvězdového kříže (1862) a palácová dáma, nositelka velkokříže Řádu Alžběty (1898). Zemřela ve věku 75 let na kornatěný tepen. Narodily se jí následující děti: - 1. Maria Franziska, provd. Coudenhove (1862–1940) - 2. Alois Josef (1863–1915; č. 23) - 3. Karel Ferdinand (1864–1910; č. 21) - 4. Josephine Sophie, provd. Westphalen zu Fürstenberg (1866–1936) - 5. Caroline, provd. Hoyos-Stichsenstein (1869–1959) - 6. Adolf (1877–1914; č. 22) |
| 21.     | 10.       | Karel Ferdinand z Trauttmansdorff-Weinsbergu                                 | 24. 3. 1864 Vídeň                                  | Ferdinand z Trauttmansdorff-Weinsbergu (č. 16)                                       | 25. 4. 1892 Vídeň: Marie Terezie z Colloredo-Mansfeldu 5. 8. 1869 Dobříš – 27. 2. 1960 Vomp | Pohřben 8. 1. 1910 v knížecí hrobce u sv. Anny. | Císařský komoří (1888), nadporučík dragounů, státní úředník. Manželka se podruhé provdala za Adolfa z Trauttmansdorff-Weinsbergu (č. 22). Zemřel ve věku 45 let na ochrnutí. |
| 21.     | 10.       | Karel Ferdinand z Trauttmansdorff-Weinsbergu                                 | 4. 1. 1910 Pressbaum, Dolní Rakousy                | Marie Františka z Liechtensteinu (č. 20)                                             | 25. 4. 1892 Vídeň: Marie Terezie z Colloredo-Mansfeldu 5. 8. 1869 Dobříš – 27. 2. 1960 Vomp | Pohřben 8. 1. 1910 v knížecí hrobce u sv. Anny. | Císařský komoří (1888), nadporučík dragounů, státní úředník. Manželka se podruhé provdala za Adolfa z Trauttmansdorff-Weinsbergu (č. 22). Zemřel ve věku 45 let na ochrnutí. |
| 22.     | 10.       | Adolf z Trauttmansdorff-Weinsbergu                                           | 22. 6. 1877 Fridau                                 | Ferdinand z Trauttmansdorff-Weinsbergu (č. 16)                                       | 5. 8. 1911 Praha: Marie Terezie z Colloredo-Mansfeldu 5. 8. 1869 Dobříš – 27. 2. 1960 Vomp  | Pohřben na vojenském hřbitově. Po dvou letech byly ostatky převezeny do Čech a 22. 12. 1916 uloženy v knížecí hrobce u sv. Anny.                                               | Císařský komoří (1901), rytmistr u dragounského pluku č. 15. Manželka byla vdovou po Karlu Ferdinandu z Trauttmansdorff-Weinsbergu (č. 21). Padl ve věku 37 let v bitvě u Wolczkowce. |
| 22.     | 10.       | Adolf z Trauttmansdorff-Weinsbergu                                           | 21. 8. 1914 Jarosławice, Halič, padl               | Marie Františka z Liechtensteinu (č. 20)                                             | 5. 8. 1911 Praha: Marie Terezie z Colloredo-Mansfeldu 5. 8. 1869 Dobříš – 27. 2. 1960 Vomp  | Pohřben na vojenském hřbitově. Po dvou letech byly ostatky převezeny do Čech a 22. 12. 1916 uloženy v knížecí hrobce u sv. Anny.                                               | Císařský komoří (1901), rytmistr u dragounského pluku č. 15. Manželka byla vdovou po Karlu Ferdinandu z Trauttmansdorff-Weinsbergu (č. 21). Padl ve věku 37 let v bitvě u Wolczkowce. |
| 23.     | 10.       | Alois Josef z Trauttmansdorff-Weinsbergu                                     | 5. 3. 1863 Vídeň                                   | Ferdinand z Trauttmansdorff-Weinsbergu (č. 16)                                       |                                                                                             | Pohřben 22. 3. 1915 v knížecí hrobce u sv. Anny. Po půl roce byly jeho ostatky přeneseny do hrobu na hřbitově v Horšovském Týně.                                               | Císařský komoří (1887), rytmistr 5. pluku zemských hulánů, nositel záslužné medaile Signum laudis s válečnou dekorací, státní úředník. Zemřel náhle ve věku 52 let na vnitřní krvácení do cystické strumy. |
| 23.     | 10.       | Alois Josef z Trauttmansdorff-Weinsbergu                                     | 10. 3. 1915 Stakčín (Takcsány), Uhry               | Marie Františka z Liechtensteinu (č. 20)                                             |                                                                                             | Pohřben 22. 3. 1915 v knížecí hrobce u sv. Anny. Po půl roce byly jeho ostatky přeneseny do hrobu na hřbitově v Horšovském Týně.                                               | Císařský komoří (1887), rytmistr 5. pluku zemských hulánů, nositel záslužné medaile Signum laudis s válečnou dekorací, státní úředník. Zemřel náhle ve věku 52 let na vnitřní krvácení do cystické strumy. |
| 24.     | 11.       | Ferdinand Alfons z Trauttmansdorff-Weinsbergu                                | 13. 1. 1871 Oberwaltersdorf, Dolní Rakousy         | Karel Jan z Trauttmansdorff-Weinsbergu (č. 25)                                       | 23. 1. 1895 Praha: Marie ze Schwarzenbergu (č. 27)                                          | Pohřben 31. 10. 1915 v knížecí hrobce u sv. Anny. | Dědičný hrabě, císařský komoří (1895) a tajný rada (1912), krajský komisař, poslanec rakouské Říšské rady (1903–1907), rytíř Řádu železné koruny 2. třídy (1910). Zemřel ve věku 44 let na úplavici. |
| 24.     | 11.       | Ferdinand Alfons z Trauttmansdorff-Weinsbergu                                | 18. 9. 1915 Bělověž (Białowieża), ruské Polsko     | Josefina Pallavicini (č. 26)                                                         | 23. 1. 1895 Praha: Marie ze Schwarzenbergu (č. 27)                                          | Pohřben 31. 10. 1915 v knížecí hrobce u sv. Anny. | Dědičný hrabě, císařský komoří (1895) a tajný rada (1912), krajský komisař, poslanec rakouské Říšské rady (1903–1907), rytíř Řádu železné koruny 2. třídy (1910). Zemřel ve věku 44 let na úplavici. |
| 25.     | 10.       | Karel Jan z Trauttmansdorff-Weinsbergu                                       | 5. 9. 1845 Oberwaltersdorf, Dolní Rakousy          | Ferdinand Jáchym z Trauttmansdorff-Weinsbergu (č. 10)                                | 29. 4. 1869 Vídeň: Josefina Pallavicini (č. 26)                                             | Pohřben 12. 11. 1921 v Trauttmansdorffské rodinné hrobce u sv. Anny. | 4. kníže z Trauttmansdorff-Weinsbergu (1859–1921), císařský komoří (1872) a tajný rada (1898), dědičný člen Panské sněmovny rakouské Říšské rady (1861–1918, fakticky až po dosažení plnoletosti od roku 1870), poslanec Českého zemského sněmu (1883–1885, 1902–1913), rytíř rakouského Řádu zlatého rouna (1907), držitel velkokříže Řádu Františka Josefa (1917). Majitel fideikomisního statku Horšovský Týn, Hostouň, statků Kumburg a Jičín, do roku 1898 vlastnil také zboží Oberwaltersdorf. Zemřel ve věku 76 let na kornatění tepen. |
| 25.     | 10.       | Karel Jan z Trauttmansdorff-Weinsbergu                                       | 9. 11. 1921 Horšovský Týn                          | Anna z Liechtensteinu (č. 19)                                                        | 29. 4. 1869 Vídeň: Josefina Pallavicini (č. 26)                                             | Pohřben 12. 11. 1921 v Trauttmansdorffské rodinné hrobce u sv. Anny. | 4. kníže z Trauttmansdorff-Weinsbergu (1859–1921), císařský komoří (1872) a tajný rada (1898), dědičný člen Panské sněmovny rakouské Říšské rady (1861–1918, fakticky až po dosažení plnoletosti od roku 1870), poslanec Českého zemského sněmu (1883–1885, 1902–1913), rytíř rakouského Řádu zlatého rouna (1907), držitel velkokříže Řádu Františka Josefa (1917). Majitel fideikomisního statku Horšovský Týn, Hostouň, statků Kumburg a Jičín, do roku 1898 vlastnil také zboží Oberwaltersdorf. Zemřel ve věku 76 let na kornatění tepen. |
| 26.     | (10.)     | Josefine Pallavicini                                                         | 22. 1. 1849 Jemnice                                | Alfons Pallavicini 7. 3. 1807 Vídeň – 7. 3. 1875 Vídeň                               | 29. 4. 1869 Vídeň: Karel Jan z Trauttmansdorff-Weinsbergu (č. 25)                           | Pohřbena 21. 7. 1923 v Trauttmansdorffské rodinné hrobce u sv. Anny. | 4. kněžna z Trauttmansdorff-Weinsbergu (1869–1923, od roku 1921 kněžna vdova). Dáma (1870) a 1. asistentka Řádu hvězdového kříže (1912), palácová dáma, nositelka velkokříže Řádu Alžběty (1909), čestná dáma Maltézského řádu. Zemřela ve věku 74 let na otravu krve. Narodily se jí následující děti: - 1. Therese, provd. Schwarzenbergová (1870–1945; pohřbena ve Schwarzenberské hrobce v Murau) - 2. Ferdinand Alfons (1871–1915; č. 24), dědičný hrabě - 3. Karl (1872–1951) - 4. Maria Anna, provd. Sachsen-Coburg-Gotha (1873–1948; pohřbena v kostele sv. Augustina v Coburgu) - 5. Gabrielle, provd. Kotzová z Dobrze (1876–1952)                                      |
| 26.     | (10.)     | Josefine Pallavicini                                                         | 14. 7. 1923 Drážďany                               | Gabriela z Fürstenbergu 17. 3. 1821 Vídeň – 18. 3. 1895 Vídeň                        | 29. 4. 1869 Vídeň: Karel Jan z Trauttmansdorff-Weinsbergu (č. 25)                           | Pohřbena 21. 7. 1923 v Trauttmansdorffské rodinné hrobce u sv. Anny. | 4. kněžna z Trauttmansdorff-Weinsbergu (1869–1923, od roku 1921 kněžna vdova). Dáma (1870) a 1. asistentka Řádu hvězdového kříže (1912), palácová dáma, nositelka velkokříže Řádu Alžběty (1909), čestná dáma Maltézského řádu. Zemřela ve věku 74 let na otravu krve. Narodily se jí následující děti: - 1. Therese, provd. Schwarzenbergová (1870–1945; pohřbena ve Schwarzenberské hrobce v Murau) - 2. Ferdinand Alfons (1871–1915; č. 24), dědičný hrabě - 3. Karl (1872–1951) - 4. Maria Anna, provd. Sachsen-Coburg-Gotha (1873–1948; pohřbena v kostele sv. Augustina v Coburgu) - 5. Gabrielle, provd. Kotzová z Dobrze (1876–1952)                                      |
| 27.     | (11.)     | Marie ze Schwarzenbergu (orlická sekundogenitura)                            | 2. 10. 1869 Orlík                                  | Karel III. ze Schwarzenbergu 5. 7. 1824 Praha – 29. 3. 1904 Praha                    | 23. 1. 1895 Praha: Ferdinand Alfons z Trauttmansdorff-Weinsbergu (č. 24)                    | Pohřbena 24. 3. 1931 v Trauttmansdorffské rodinné hrobce u sv. Anny. | Dědičná hraběnka. Dáma Řádu hvězdového kříže (1899) a palácová dáma). Zemřela ve věku 61 let na zánět srdečního svalu (myokarditidu). Narodily se jí následující děti: - 1. Jan Evangelista (*/† 1895; č. 15) - 2. Carl Josef (1897–1976; pohřben na hřbitově ve Vídni-Hietzingu), dvojče, 5. kníže - 3. Ferdinand Johann (1897–1958; pohřben v mauzoleu na hřbitově v Trautmannsdorfu in Oststeiermark), dvojče - 4. Maximilian Karl (1900–1965; pohřben v mauzoleu na hřbitově v Trautmannsdorfu in Oststeiermark) - 5. Bedřich (Friedrich; */† 1905; č. 17) - 6. Marie Anna (*/† 1907; č. 18)                                                                                  |
| 27.     | (11.)     | Marie ze Schwarzenbergu (orlická sekundogenitura)                            | 20. 3. 1931 Horšovský Týn                          | Vilemína z Oettingen-Wallersteinu 30. 12. 1833 Praha – 18. 12. 1910 Praha            | 23. 1. 1895 Praha: Ferdinand Alfons z Trauttmansdorff-Weinsbergu (č. 24)                    | Pohřbena 24. 3. 1931 v Trauttmansdorffské rodinné hrobce u sv. Anny. | Dědičná hraběnka. Dáma Řádu hvězdového kříže (1899) a palácová dáma). Zemřela ve věku 61 let na zánět srdečního svalu (myokarditidu). Narodily se jí následující děti: - 1. Jan Evangelista (*/† 1895; č. 15) - 2. Carl Josef (1897–1976; pohřben na hřbitově ve Vídni-Hietzingu), dvojče, 5. kníže - 3. Ferdinand Johann (1897–1958; pohřben v mauzoleu na hřbitově v Trautmannsdorfu in Oststeiermark), dvojče - 4. Maximilian Karl (1900–1965; pohřben v mauzoleu na hřbitově v Trautmannsdorfu in Oststeiermark) - 5. Bedřich (Friedrich; */† 1905; č. 17) - 6. Marie Anna (*/† 1907; č. 18)                                                                                  |